# Luxemburg az 1928. évi téli olimpiai játékokon
Luxemburg a svájci St. Moritzban megrendezett 1928. évi téli olimpiai játékok egyik részt vevő nemzete volt. Az országot az olimpián 1 sportágban 5 sportoló képviselte, akik érmet nem szereztek. Luxemburg először vett részt a téli olimpiai játékokon.

## Bob
| Versenyző                                                                       | 1. futam | 1. futam | 2. futam | 2. futam | Összesítés | Összesítés |
| Versenyző                                                                       | Idő      | Hely.    | Idő      | Hely.    | Idő        | Helyezés   |
| ------------------------------------------------------------------------------- | -------- | -------- | -------- | -------- | ---------- | ---------- |
| Marc Shoetter Raoul Weckbecker Willy Heldenstein Pierre Kaempff Auguste Hilbert | 1:45,8   | 20.      | 1:46,9   | 19.      | 3:32,7     | 20.        |